# Perai (Gambia)
Perai (Namensvariante: Pirai, Pirai Tenda) ist eine Ortschaft im westafrikanischen Staat Gambia.
Nach einer Berechnung für das Jahr 2013 leben dort etwa 1098 Einwohner, das Ergebnis der letzten veröffentlichten Volkszählung von 1993 betrug 858.

## Geographie
Perai liegt in der Upper River Region, Distrikt Fulladu East und liegt rund drei Kilometer nördlich der South Bank Road zwischen Basse Santa Su und Fatoto. Der Ort liegt rund 5,8 Kilometer nordwestlich von Sare Alpha und sechs Kilometer südöstlich von Kularr entfernt.

## Söhne und Töchter des Ortes
- Madi M. K. Ceesay (* 1957), Journalist